# جازستان‌پاره (دزفول)
جازستان‌پاره، روستایی از توابع بخش شهیون شهرستان دزفول در استان خوزستان ایران است.

## جمعیت
این روستا در دهستان سید ولی‌الدین قرار دارد و براساس سرشماری مرکز آمار ایران در سال ۱۳۸۵، جمعیت آن ۵۱ نفر (۸خانوار) بوده‌است.